# Nikodem Caro
Nikodem Caro (23 mai 1871 à Łódź, alors partie de l'Empire russe — 27 juin 1935 à Rome) est un industriel et un chimiste allemand,. Au XXIe siècle, il est surtout connu pour ses travaux qui menèrent au procédé Frank-Caro.

## Biographie
Né à Łódź, Caro a étudié la chimie à Berlin au Collège royal technique de Charlottenburg (l'université technique de Berlin au début du XXIe siècle). Il a obtenu son doctorat de l'université de Rostock. 
À partir de 1895, lui et Adolph Frank ont travaillé pour le compte de Deutsche Dynamit AG à mettre au point ce qui sera appelé le procédé Frank-Caro qui permet de synthétiser du cyanamide calcique à partir du diazote atmosphérique. 
Caro devint un important acteur de l'industrie de la fixation de l'azote et un compétiteur de Fritz Haber.
Caro a aussi contribué au développement des gaz de combat utilisés par les troupes allemandes lors de la Première Guerre mondiale.
Après la guerre, il devient le premier président de Bayrische Stickstoffwerke AG.
Caro est l'auteur de plusieurs ouvrages sur la chimie : (de) Gewinnung von Chlor und Salzaeure (1893), (de) Landwirtschaftliche Untersuchungen (1895), (de) Handbuch für Azetylin (1904), (de) Die Torflager als Kraftquellen (1907).
Après qu'Adolf Hitler prit le pouvoir en Allemagne, il a émigré en Italie. 
Caro est mort en 1935 et son corps est enterré à Zurich,.